# Coppa Andrea Brezzi

Il celebre episodio del volante staccato occorso a Tazio Nuvolari, al traguardo della Coppa Brezzi.

La Coppa Andrea Brezzi è un evento collaterale al Gran Premio di Torino 1946 tenutosi due giorni dopo di esso, il 3 settembre 1946 come gara aperta ai veicoli di Formula 2, all'epoca aperta a vetture di cilindrata 750-1100 cm³ sovralimentati e 1100-1500 cm³ atmosferici. La gara si è svolta al parco del Valentino, su un circuito quasi identico a quello del Gran Premio, con lunghezza aumentata a 4,720 km, con percorrenza dimezzata a 30 giri per una distanza totale di km. 141,6.
Vide l'esordio vittorioso della Cisitalia D46 con il suo proprietario Piero Dusio, seguito dai suoi amici Franco Cortese e Louis Chiron, nonostante la partecipazione di un certo numero di Simca-Gordini 508C, allestite appositamente dal preparatore italiano naturalizzato francese Amedeo Gordini. Erano presenti inoltre la Auto Avio Costruzioni 815, la prima vettura costruita indipendentemente da Enzo Ferrari e la 1100 Sport Internazionale della Stanguellini, che di lì a breve diventeranno le scuderie nazionali a darsi battaglia nella nascente Formula 1. Non mancavano le rappresentanti delle due storiche case torinesi in versioni da corsa: Lancia Aprilia 1500 Spl e Fiat 1100 Spl.
Questa gara è stata in seguito ricordata per l'episodio in cui è stato coinvolto Tazio Nuvolari che, alla guida di una Cisitalia D46, nel quale il volante si staccò dal piantone dello sterzo dopo pochissimi giri. Nonostante ciò continuò a guidare aggrappandosi direttamente al piantone, concludendo comunque la gara con 6 giri di distacco dal vincitore.
A detta di Dante Giacosa è la gara che permise all'automobilismo sportivo italiano di rinascere, dato il fatto che è stata la prima gara in cui si confrontarono diversi prototipi che avevano avuto scarse possibilità o non avevano mai gareggiato prima della seconda guerra mondiale, gara impreziosita dalla portata internazionale dell'evento.

## Risultato
| Pos | N° | Pilota                   | Team                              | Auto                      | Giri | Tempo/Ritiro          | Note                                  |
| --- | -- | ------------------------ | --------------------------------- | ------------------------- | ---- | --------------------- | ------------------------------------- |
| 1   | 54 | Piero Dusio              | Cisitalia                         | 'Cisitalia D46'           | 30   | 1:22'07" 103.273 km/h | Giro Veloce 1'38.8" (22) 107.200 km/h |
| 2   |    | Franco Cortese           | Cisitalia                         | 'Cisitalia D46'           | 30   | +31.4"                |                                       |
| 3   | 12 | Louis Chiron             | Cisitalia                         | 'Cisitalia D46'           | 30   | +59"                  |                                       |
| 4   |    | Ugo Puma Discoride Lanza | Privato                           | Maserati 6CM              | 30   | +2'31.5"              | Squalificati per cambio pilota        |
| 5   | 6  | Raymond Sommer           | Cisitalia                         | Cisitalia D46             | 29   | +1 Giro               | Giro Veloce 1'38.8" (20) 107.200 km/h |
| 6   |    | Franco Bertani           | Stanguellini                      | 1100 Sport Internazionale | 29   | +1 Giro               |                                       |
| 7   |    | Guido Scagliarini        | Stanguellini                      | 1100 Sport Internazionale | 28   | +2 Giri               |                                       |
| 8   |    | Alberto Comirato         | Stanguellini                      | 1100 Sport Internazionale | 28   | +2 Giri               |                                       |
| 9   |    | José Scaron              | Simca-Gordini (Equipe Gordini)    | Simca 508C                | 27   | +3 Giri               |                                       |
| 10  |    | Giovanni Quintavalla     | Fiat                              | Fiat 1100 Spl             | 27   | +3 Giri               |                                       |
| 11  |    | Pietro Torelli           | Fiat                              | Fiat 1100 Spl             | 26   | +4 Giri               |                                       |
| 12  |    | Enrico Beltracchini      | Auto Avio Costruzioni' (Ferrari)' | Auto Avio Costruzioni 815 | 25   | +5 Giri               |                                       |
| 13  | 56 | Tazio Nuvolari           | Cisitalia                         | Cisitalia D46             | 24   | +6 Giri               |                                       |
| Ret |    | Maurice Mestivier        | Simca-Gordini (Equipe Gordini)    | Simca 508C                | 20   |                       |                                       |
| Ret |    | Raymond de Saugé Destrez | Simca-Gordini (Equipe Gordini)    | Simca 508C                | 20   |                       |                                       |
| Ret |    | Clemente Biondetti       | Cisitalia                         | 'Cisitalia D46'           | 18   |                       |                                       |
| Ret |    | Amedeo Gordini           | Simca-Gordini (Equipe Gordini)    | Simca-Gordini T11         | 18   | Motore                |                                       |
| Ret |    | Eugenio Minetti          | Lancia                            | Lancia Aprilia 1500 Spl   | 11   |                       |                                       |
| Ret |    | Enrico Adanti            | Lancia                            | Lancia Aprilia 1500 Spl   | 9    |                       |                                       |
| Ret |    | Franco Mosters           | Fiat                              | Fiat 1100 Spl             | 8    |                       |                                       |
| Ret |    | Giovanni Bracco          | Lancia                            | Lancia Aprilia 1500 Spl   | 8    |                       |                                       |
| Ret |    | Pietro Taruffi           | Cisitalia                         | 'Cisitalia D46'           | 6    | Freni                 |                                       |